# Vauvillers (Górna Saona)
Vauvillers – miejscowość i gmina we Francji, w departamencie Górna Saona, w regionie Burgundia-Franche-Comté. Według danych rok 2009 gminę zamieszkiwało 685 osób.